# Akutní radiační syndrom
Akutní radiační syndrom, známý také jako otrava radiací nebo nemoc z ozáření, je forma poškození orgánových tkání způsobená nadměrným vystavením se ionizujícímu záření.
Termín se týká jak akutních, tak i chronických zdravotních dopadů, kdy:
- akutní* = deterministické, nestochastické účinky, tzn. poškození tkání vysokou radiační dávkou (*dle členění SÚJB[2] časné a pozdní nestochastické);
- chronické** = stochastické účinky, tzn. zvýšení pravděpodobnosti výskytu zhoubných nádorů a genetických mutací podprahovou dávkou po delší časové období[1] (**dle SÚJB[2] pozdní stochastické).

Jsou dva způsoby účinků na buňku:
1. Smrt buňky, kdy se u nižší dávky projeví poškození dělení (mitózy) buněk. Proto jsou postiženy v daleko větší míře rychle se dělící buňky (např. střevní epitel) před buňkami pomalu se dělícími (kostní či nervová tkáň). Tento efekt je využíván v léčbě. Radiační terapie – rakovinové buňky patří mezi nejrychleji dělící se buňky v těle a jsou zničeny dávkou záření, která normální buňky poškodí v daleko menší míře. Také se využívá hojivé reakce těla na velmi slabé poškození, viz Radon – využití. Daleko vyšší dávka pak způsobí smrt buňky denaturací obsahu.[2]
2. Druhým účinkem je změna genetické informace (mutace) a z toho vyplývající důsledky

## Historie
První případy zdravotních potíží, způsobených ionizujícím zářením, se objevily prakticky současně s jeho objevem v roce 1896. První si účinků záření povšiml německý chemik Giesel, který v roce 1900 nosil dvě hodiny na ruce připevněnou špetku radnaté soli. Důsledkem byl zánět a sloupnutí kůže. Marie Curie tento pokus vzápětí zopakovala a nosila sůl radia na ruce 10 hodin. Během tří týdnů se vytvořila hluboká hnisavá rána, která se hojila další dva měsíce. Významný je případ popálenin Henri Becquerela, který nechtě nosil 3. a 4. dubna 1901 v kapse u vesty trubičku se solí radia s aktivitou 160× vyšší než před tím Marie Curie na ruce. Po týdnu se objevila červená skvrna, která se postupně zanítila. V místě kontaktu mu začala odumírat tkáň, kterou bylo třeba chirurgicky odstranit. Léčení trvalo 7 týdnů, poté se rána začala zavírat. V roce 1902 byl předveden první případ rakoviny z ozáření.
První badatelé v oblasti radioaktivity měli běžně zářením lehce popálené prsty. A řada z nich (včetně Marie Curie) zemřela na různé formy leukémie a rakoviny.

## Seznam dávkových ekvivalentů (dávek) ozáření a jejich příznaků
Riziko rozvoje rakoviny je lineárně úměrné dávce ozáření. Model rizika rakoviny z ozáření CT vyšetřením ukazuje, že CT vyšetření, které má zhruba dávku tisíciny pro vážnou otravu zářením, způsobí zhruba v tisícině případů vyšetření rakovinu.

### 0,05–0,2 Sv
- Dávkový ekvivalent: 5–20 Rem.

Příznaky: Bez příznaků. 
Poznámka: Časté zvýšené dávky ionizujícího záření jsou sice potenciálně nebezpečné pro pozdější vznik rakoviny a změn v genetické informaci, je však nutné zmínit, že ionizující záření se v malých dávkách vyskytuje naprosto všude a je běžnou součástí přírody. Člověk v České republice obdrží z okolí roční dávku okolo 2,38 mSv, při předpokladu věku dožití 80 let se tak jedná o celkovou dávku cca 0,2 Sv.
Další dávky ionizujícího záření nad rámec vlivu přírody a okolí může člověk získat například mamografickým, rentgenovým či CT vyšetřením nebo lety letadlem. Zde je nutné podotknout, že tyto dávky záření jsou v běžných případech z hlediska rozměru lidského života naprosto zanedbatelné. Pro představu, při letu letadlem na trase Praha – New York člověk obdrží dávku 0,037 mSv, při mamografickém vyšetření okolo 0,1 mSv a při moderním RTG OPG vyšetření čelisti u zubaře dokonce jen okolo 0,014 mSv. Zvýšenou pozornost je však třeba dávat například při CT vyšetření trupu, kdy člověk obdrží dávku v hodnotě okolo 17,2 mSv. Je tedy zapotřebí rozumně zdůvodnit potřebu těchto vyšetření. V případě potřeby dalších vyšetření je vždy nutné lékařské posouzení, jestli budoucí získané výsledky převažují nad riziky.

### 0,2–0,5 Sv
- Dávkový ekvivalent: 20–50 Rem.

Příznaky: Žádné znatelné symptomy. Počet červených krvinek se dočasně snižuje.

### 0,5–1 Sv: mírná otrava ozářením
- Dávkový ekvivalent: 50–100 Rem.

Nový doplňkový výstražný symbol ionizujícího záření schválený dne 15. února 2007 Mezinárodní agenturou pro atomovou energii (IAEA) a Mezinárodní organizací pro normalizaci (ISO). Klasický žluto-černý symbol radioaktivity nahrazuje jen v určitých případech

Příznaky: Bolesti hlavy a zvýšené riziko infekce z důvodu narušení imunitních buněk. Dočasná sterilita u mužů je možná.

### 1–2 Sv: lehká otrava ozářením
- Dávkový ekvivalent: 100–200 Rem.
- 10% smrtnost po 30 dnech.

Příznaky: Typickými příznaky jsou mírná až střední nevolnost s příležitostným zvracením začínajícím 3 až 6 hodin po ozáření a končícím do jednoho dne. Dále následuje desetidenní až čtrnáctidenní latentní fáze, po které se objeví lehké symptomy jako vyčerpanost.
Imunitní systém je utlumený; nemoci se léčí pomaleji a je zvýšené riziko infekce. Dočasná mužská neplodnost je obvyklá. U těhotných žen nastane spontánní potrat nebo narození mrtvého plodu.

### 2–3 Sv: středně těžká otrava ozářením
- Dávkový ekvivalent: 200–300 Rem.
- 35% smrtnost po 30 dnech.

Příznaky: Nevolnost je obvyklá, s 50% rizikem zvracení. Příznaky nastupují od 1 do 6 hodin po ozáření a končí po jednom až dvou dnech. Poté nastává latentní fáze, při které vypadají všechny vlasy a chlupy po těle, objeví se únava a celkově nezdravý vzhled. Při takovýchto úrovních ozáření prudce klesne počet leukocytů (bílých krvinek), což výrazně zvyšuje nebezpečí infekcí. Existuje možnost permanentní ženské sterility. Rekonvalescence trvá několik měsíců.

### 3–4 Sv: vážná otrava ozářením
- Dávkový ekvivalent: 300–400 Rem.
- 50% smrtnost po 30 dnech.

Příznaky: Symptomy jsou podobné jako u dávky 2–3 Sv, navíc s nekontrolovatelným krvácením z úst, zpod kůže a z ledvin (vnitřní krvácení).

### 4–6 Sv: velmi vážná otrava ozářením
- Dávkový ekvivalent: 400–600 Rem.
- 60% smrtnost po 30 dnech.

Příznaky: Příznaky začínají půl hodiny až 2 hodiny po ozáření a končí do dvou dnů. Po 7 až 14 dnech latentní fáze nastávají stejné příznaky jako po 3–4 Sv. Při této úrovni je obvyklá ženská sterilita. Rekonvalescence trvá několik měsíců až rok. Pokud je expozice radiaci delší, zasažený umírá na infekce a vnitřní krvácení.

### 6–10 Sv: subakutní otrava ozářením
- Dávkový ekvivalent: 600–1000 Rem.
- 95% smrtnost po 14 dnech.

Příznaky: Přežití závisí na intenzivní lékařské péči. Kostní dřeň je skoro kompletně zničená, je nezbytná její transplantace. Žaludeční a střevní tkáně jsou vážně poškozené. Příznaky začínají 15 až 30 minut po ozáření a končí do dvou dní; mezi tím je pětidenní až desetidenní fáze, po které postižený umírá na infekci nebo vnitřní krvácení. Rekonvalescence trvá několik let a osoba se pravděpodobně nikdy plně nezotaví.

### 10–50 Sv: akutní otrava ozářením
- Dávkový ekvivalent: 1000–5000 Rem.
- 100% smrtnost po 7 dnech.

Příznaky: Expozice takovéto úrovně vede ke spontánním symptomům po 5 až 30 minutách. Po silné vyčerpanosti a okamžité nevolnosti způsobené přímou aktivací chemických receptorů v mozku po ozáření nastává perioda několika dní relativní pohody, nazývaná latentní fáze. Poté buněčná smrt v žaludeční a střevní tkáni, způsobující masivní průjem, střevní krvácení a ztrátu vody, vede k vodo-elektrolytické imbalanci. Smrt nastane s deliriem a kómatem způsobeným selháním oběhu. Úmrtí je prakticky nevyhnutelné; jedinou léčbou je podávání léků utišujících bolest.

### 50–80 Sv: subletální otrava ozářením
- Dávkový ekvivalent: 5000–8000 Rem.
- 100% smrtnost do několika hodin.

Příznaky: Okamžitá dezorientace a kóma v řádech minut nebo sekund. Smrt nastává po několika hodinách kolapsem nervového systému.

### > 80 Sv: letální otrava ozářením
- Dávkový ekvivalent: > 8000 Rem.
- 100% smrtnost.

Příznaky: Předpokládá se okamžitá smrt.